# Луцький староста

Герб Луцька

Луцький староста — урядник (староста) у Великому князівстві Литовському (ВКЛ), Королівстві Польському, Короні і Речі Посполитій, який керував Луцьким повітом. 
Луцькими старостами були:
1. 1429-1431 рр. — Станко Юрша
2. 1431-1433 рр. — Ян Довгірд
3. 1433 рр. — Олександр Іванович Ніс
4. 1463-1477 рр. — Михайло Монтовтович
5. 1478-1479 рр. — Іван Ходкевич
6. 1480-1486 рр. — Олізар Шилович
7. 1486-1489 рр. — Петро Іванович Монтигердович
8. 1490-1499 рр. — Семен Юрійович Гольшанський
9. 1560 рр. — Богуш Корецький
10. 1618-1622 рр. — Альбрехт-Станіслав Радзивілл
11. 1670 рр. — Самуель Лещинський
12. 1723-1762 рр. — Антоній Мйончинський